# Мартынов, Анатолий Михайлович
Анатолий Михайлович Мартынов (1926—1996) — советский хоккеист с мячом, бронзовый призёр чемпионата СССР.

## Карьера
А. М. Мартынов начал играть в хоккей с мячом в команде «Сельмаш» (Люберцы) в 1940 году. Там уже играл его брат Николай.
Играл в составе «Локомотива» (Москва), в том числе в эвакуации.
В 1947 году вернулся в Красноярск для создания новой команды — «Трактор».
В 1954 году в составе сборной СССР готовился к Московскому международному турниру, но из-за травмы пропустил его.
В 1955 году в составе советской сборной участвовал в турне по Скандинавии.
Кроме хоккея с мячом играл в футбол в составе красноярских команд «Локомотив» (1945—1947) и «Трактор» (1947—1953).
В 1960—1962 году в составе красноярской «Энергии» играл в хоккей с шайбой.
Внёс большой вклад в развитие спорта в Красноярске.

## Достижения

### хоккей с мячом
- Бронзовый призёр чемпионата СССР (1) — 1953
- Финалист кубка СССР (1) — 1950
- Победитель Всесоюзной Спартакиады профсоюзов — 1959
- Третий призёр Кубка ВЦСПС — 1951
- Обладатель кубка ЦС «Трактор» — 1952
- В списке 22 лучших игроков сезона — 1955

### футбол
- Чемпион РСФСР — 1953
- Обладатель кубка ЦС «Трактор» — 1948